# Radolfzell am Bodensee
Radolfzell am Bodensee is een plaats in de Duitse deelstaat Baden-Württemberg, gelegen in het Landkreis Konstanz. De stad telt 31.530 inwoners.

## Geschiedenis
In 1875 richtten de Zwitserse ondernemer Jacques Schiesser en zijn echtgenote Malwine in Radolfzell am Bodensee de onderneming Schiesser AG op, een fabrikant van ondergoed.

## Geografie
Radolfzell am Bodensee heeft een oppervlakte van 58,58 km² en ligt in het zuidwesten van Duitsland. De stad heeft sinds 1946 een vogelwacht, de Vogelwarte Radolfzell. Het is de voortzetting van de vogelwacht die voor de Tweede Wereldoorlog was gevestigd in het Oost-Pruisische Rossitten, nu Rybatsji in Rusland.

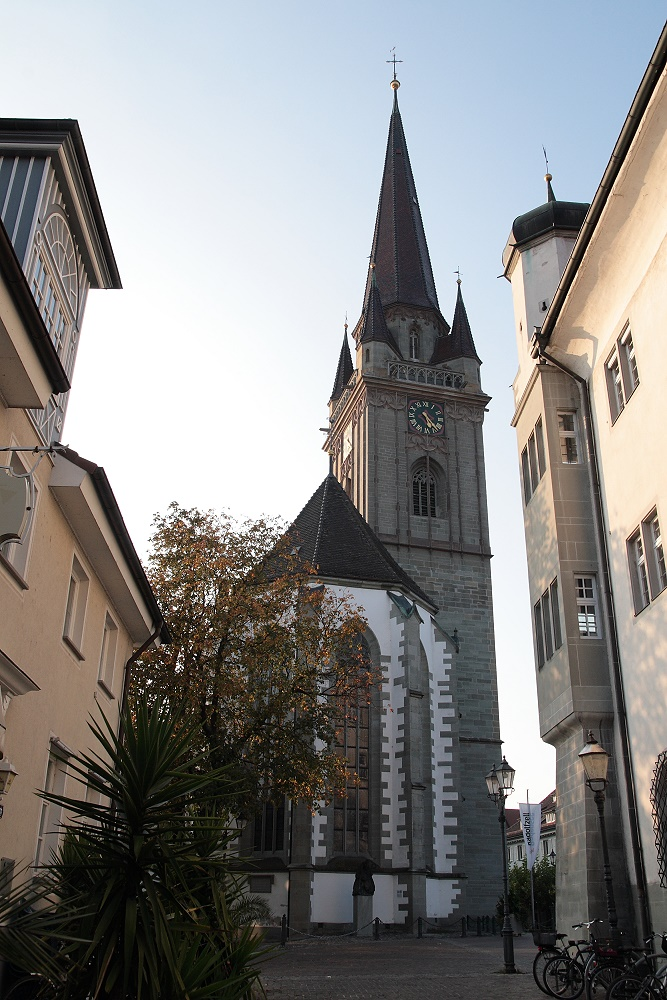
Munster

Aach · Allensbach · Bodman-Ludwigshafen · Büsingen · Eigeltingen · Engen · Gaienhofen · Gailingen am Hochrhein · Gottmadingen · Hilzingen · Hohenfels · Konstanz · Moos · Mühlhausen-Ehingen · Mühlingen · Öhningen · Orsingen-Nenzingen · Radolfzell am Bodensee · Reichenau · Rielasingen-Worblingen · Singen · Steißlingen · Stockach · Tengen · Volkertshausen